# Coco, der neugierige Affe
Coco, der neugierige Affe (Originaltitel: Curious George) ist ein amerikanischer Zeichentrickfilm aus dem Jahr 2006.

## Handlung
Der Mann mit dem gelben Hut namens Ted Shakleford arbeitet als Museumsführer in einem Naturkundemuseum, dem es deutlich an Besuchern fehlt. Des Museumsleiters Sohn will das Museum zu einem Parkhaus umbauen, jedoch nimmt sich Ted zum Ziel, eine große mystische Statue aus Afrika zu beschaffen, den „Schrein von Zagawa“, der laut Museumsleiter Bloomsberry eine Menge Leute anlocken soll. Zu seinem Unglück ergibt sich die Statue als winzig klein. Ein kleiner einsamer Affe, dem nur wenige Zeit später der Name Coco vergeben wird, wird aus Versehen von Ted mit auf den Heimweg genommen. Zu diesem Zeitpunkt beginnt eine mit Action und Spaß gefüllte Reise durch die Wunder der großen Stadt mit der Freundschaft als Ziel.
Mit Cocos Hilfe findet Ted heraus, dass die kleine Statue durch Sonneneinstrahlung eine Schatzkarte hervorruft, die tatsächlich zum großen „Schrein von Zagawa“ führt. Der Schrein wird gefunden, im Museum ausgestellt und sorgt für viele neue Besucher. Coco bleibt bei Ted wohnen.

## Hintergrund
Der Film war ursprünglich als eine Mischung zwischen Real- und Zeichentrickfilm vorgesehen, bis sich die Entwickler für die pure Animation entschieden. Im Jahr 2001 stellte Pixar-Regisseur Brad Bird ein erstes Drehbuch fertig.
Regisseur Matthew O’Callaghan war besonders von der Synchronarbeit von Dick Van Dyke zufrieden: „Ich war erstaunt, als ich erfuhr, dass [Dick Van Dyke] nie zuvor eine Zeichentrickfigur synchronisiert hat. Ich war wie weggeblasen, also sagte ich „Super“, denn als Regisseur möchte man am liebsten interessante, frische Leute im Cast, die zuvor keine Erfahrung in dem Genre gemacht haben – zumindest möchte ich das.“
Das Projekt befand sich bei Imagine Entertainment seit wahrscheinlich 1992 in der Entwicklungshölle.
Der Film wurde am 10. Februar 2006 in 2.566 Kinos veröffentlicht und nahm am ersten Wochenende 14.703.405 US-Dollar ein. Der Film nahm in den Vereinigten Staaten 58,3 und Übersee 11,4 Millionen US-Dollar (insgesamt 69,8 US-Dollar) ein und stellte sich somit als unerwarteter Erfolg heraus.
Aufgrund des unerwarteten Erfolgs wurden eine Fernsehserie und eine Fortsetzung produziert.

## Synchronisation
Synchronisationsarbeiten fanden in der Berliner Synchronfirma Berliner Synchron GmbH Wenzel Lüdecke statt. Dialogbuch und -regie führte Sven Hasper.
| Rolle           | Darsteller            | Synchronsprecher  |
| --------------- | --------------------- | ----------------- |
| Ted             | Will Ferrell          | Stefan Staudinger |
| Mr. Bloomsberry | Dick Van Dyke         | Hans Teuscher     |
| Bloomsberry Jr. | David Cross           | Stefan Krause     |
| Maggie          | Drew Barrymore        | Nana Spier        |
| Clovis          | Eugene Levy           | Roland Hemmo      |
| Edu             | Michael Chinyamurindi | Tobias Kluckert   |
| Ivan            | Ed O’Ross             | Tilo Schmitz      |
| Ms. Plushbottom | Joan Plowright        | Denise Gorzelanny |

## Kritiken
Der Film erhielt größtenteils positive Kritiken und wurde mit 70 % bei Filmkritik-Aggregator Rotten Tomatoes positiv bewertet.

„Mehr als zehn Jahre nach der ersten Ankündigung von Universal und Imagine, […] finden die Abenteuer des Schimpansen Coco, der im Original George heißt, und seines hilflosen Besitzers nun doch als wunderbar realisierter, klassischer 2D-Zeichentrickfilm den Weg auf die Leinwand.“

## Soundtrack
Der Soundtrack für den Film beinhaltet Lieder von Jack Johnson und Sally Williams. Das Album schaffte es im ersten Wochenende nach der Veröffentlichung auf Platz 1 der Billboard 200 Album-Charts.